# La Punt Chamues-ch
La Punt Chamues-ch (em italiano e alemão: Ponte-Campovasto) é uma comuna da Suíça, no Cantão Grisões, com 748 habitantes. Estende-se por uma área de 63,22 km², de densidade populacional de 11 hab/km². Confina com as seguintes comunas: Bergün/Bravuogn, Bever, Madulain, Pontresina, Samedan, Zuoz.
A línguas línguas oficiais nesta comuna são o alemão e o romanche, no dialeto Puter.

## História
La Punt-Chamues-ch foi mencionada pela primeira vez por volta de 1137-1139, como Campolovasto.  Em 1244, foi mencionada como Ponte

## Geografia
La Punt-Chamues-ch tem uma área de, of 63.2 km2. Desta área, 33.2% é usada para a agricultura, enquanto que 15.4% é ocupada por florestas. Do resto do território, 1.1% é construído (edifícios ou estradas), e o restante (50.4%) é não-produtivo (rios, glaciares ou montanhas). A comuna é localizada no sub-distrito da Engadina Alta, do distrito de Maloja.

## Idiomas
De acordo com o censo de 2000, a maioria da população fala alemão (66,1%), com o romanche sendo a segunda língua mais comum (20,6%), e o italiano, a terceira (7,7%). As línguas oficiais são o Puter, dialeto do romanche falado na Engadina Alta e o alemão. Originalmente, a totalidade da vila falava romanche, mas, devido ao aumento do comércio com outras regiões, o uso do romanche começou a declinar. Em 1880, cerca de 71,6% da população falava romanche como primeira língua, enquanto em 1900, aumentou para 80%, e, em 1910, diminuiu para 69%. Em 1990, 48,3% da população da comuna entendia o romanche, e este nível, em 2000, apresentou-se praticamente estável, com 47,6%.
| Idiomas em La Punt-Chamues-ch |               |               |               |               |               |               |
| Idiomas                       | Censo de 1980 | Censo de 1980 | Censo de 1990 | Censo de 1990 | Censo de 2000 | Censo de 2000 |
| Idiomas                       | Número        | Porcentagem   | Número        | Porcentagem   | Número        | Porcentagem   |
| Alemão                        | 156           | 40.00 %       | 341           | 59.93 %       | 436           | 66.06 %       |
| Romanche                      | 162           | 41.54 %       | 145           | 25.48 %       | 136           | 20.61 %       |
| Italiano                      | 39            | 10.00 %       | 52            | 9.14 %        | 51            | 7.73 %        |
| População                     | 390           | 100 %         | 569           | 100 %         | 660           | 100 %         |